# بطولة ويمبلدون 2025
بطولة ويمبلدون 2025 هي بطولة تنس جراند سلام تقام في نادي عموم إنجلترا للتنس والكروكيه في ويمبلدون، لندن ، إنجلترا من 30 يونيو إلى 13 يوليو مع لعب الأدوار التمهيدية من 23 إلى 26 يونيو.  وتتكون من بطولات الفردي والزوجي والزوجي المختلط والناشئين والكراسي المتحركة والبطولات الدعوية.
إنها النسخة 138 من بطولة ويمبلدون وثالث بطولة جراند سلام لعام 2025. ولأول مرة على الإطلاق في تاريخ بطولة ويمبلدون، تم استبدال حكام الخطوط بحكام خطوط إلكترونيين آليين .
ستبدأ نهائيات فردي السيدات والرجال، التي تُقام يومي السبت والأحد الثاني من كل أسبوع، الساعة الرابعة مساءً بدلًا من الثانية ظهرًا، وستُحدد المباراتان النهائيتان كآخر مباريات اليوم. وصرح المنظمون بأن هذه التعديلات تهدف إلى زيادة نسبة المشاهدة في أمريكا الشمالية والجنوبية.